# Homalopoma variecostata
Homalopoma variecostata là một loài minute ốc biển sâu có nắp vôi hóa, là động vật thân mềm chân bụng sống ở biển trong họ Colloniidae.

## Phân bố
Loài này thường gặp ở New Zealand.